# Tereza Martincová
Tereza Martincová (* 24. Oktober 1994 in Prag) ist eine tschechische Tennisspielerin.

## Karriere
Martincová debütierte 2010 auf dem ITF Women’s Circuit, auf dem sie bislang vier Turniersiege erringen konnte. 2013 startete sie in Nürnberg erstmals in der Qualifikation eines WTA-Turniers und erreichte dort auf Anhieb das Hauptfeld, schied jedoch in der ersten Runde gegen Estrella Cabeza Candela aus. Im selben Jahr gelang ihr eine weitere Hauptfeldteilnahme in Baku, wo sie erstmals in die zweite Runde eines WTA-Turniers vorstoßen konnte. 2014 gewann Martincová ihren ersten Profititel, danach folgten weitere WTA-Hauptrundenauftritte in Nürnberg, Båstad und Québec City, wo Martincová in der Auftaktrunde Shelby Rogers allerdings deutlich unterlag.
2015 errang Martincová im Sommer zunächst ihren zweiten Karrieretitel bei einem Turnier der $25.000-Kategorie, bevor sie in Florianópolis erstmals ins Viertelfinale eines WTA-Turniers einziehen konnte. Bei den US Open gab sie anschließend ihren Einstand in der Qualifikation zu einem Grand-Slam-Turnier, verlor jedoch schon zum Auftakt. In den darauffolgenden Jahren landete Martincová immer wieder vereinzelt gute Ergebnisse auf der WTA-Tour, ohne sich jedoch dauerhaft auf dieser etablieren zu können. So stand Martincová 2016 als Qualifikantin in Québec in ihrem ersten WTA-Halbfinale, dennoch beendete sie das Jahr mit mehr Niederlagen als Siegen. 2017 kam sie dann in Gstaad bis in die Vorschlussrunde und qualifizierte sich bei den US Open erstmals für das Hauptfeld eines Grand-Slam-Turniers, unterlag aber deutlich in der ersten Runde. 2018 und 2019 gewann sie zwei weitere ITF-Titel bei Turnieren der $25.000-Kategorie. Im Jahr darauf erreichte sie in Istanbul ihr drittes Halbfinale auf der WTA Tour.
2021 gelang Martincová dort der Durchbruch, als sie beim Premier-5-Turnier in Dubai zunächst aus der Qualifikation heraus das Achtelfinale erreichte und im Anschluss erstmals unter die besten 100 der Tennisweltrangliste aufstieg. Bei den French Open konnte sie danach gegen Ivana Jorović ihren ersten Sieg in einem Grand-Slam-Hauptfeld verbuchen und erzielte in Wimbledon sogar die dritte Runde. Bei ihrem Heimturnier in Prag stand sie anschließend in ihrem ersten WTA-Endspiel, war dort jedoch gegen Barbora Krejčíková chancenlos. Durch ihre verbesserte Weltranglistenplatzierung konnte Martincová in der Folge in den Hauptfeldern aller größeren Turniere starten und gewann dort auch regelmäßig Matches. In Ostrava erreichte sie gegen Saisonende noch einmal das Viertelfinale eines Turniers der Premier-Kategorie.
Anfang 2022 machte Martincová auch im Doppel auf sich aufmerksam, als sie zum Saisonauftakt in Melbourne an der Seite von Mayar Sherif erstmals das Endspiel in der Doppelkonkurrenz eines WTA-Turniers erreichte. Im Finale mussten sich die beiden aber Bernarda Pera und Kateřina Siniaková geschlagen geben. Nur eine Woche später stand sie in Adelaide gemeinsam mit ihrer Landsfrau Markéta Vondroušová in ihrem zweiten Doppelendspiel. Doch scheiterte sie auch dort, diesmal gegen Eri Hozumi und Makoto Ninomiya. Infolge ihres ersten Hauptrundenerfolgs bei den Australian Open sowie dem Erreichen eines weiteren Premier-Viertelfinals in St. Petersburg, erzielte Martincová danach mit Platz 40 ihre bislang beste Weltranglistenposition. Beim Premier-5-Turnier in Doha überzeugte sie daraufhin mit dem Einzug ins Achtelfinale.
In der deutschen Tennis-Bundesliga spielte Martincová 2014 für den TC Amberg am Schanzl.

## Turniersiege

### Einzel
| Nr. | Datum            | Turnier     | Kategorie   | Belag     | Finalgegnerin       | Ergebnis  |
| --- | ---------------- | ----------- | ----------- | --------- | ------------------- | --------- |
| 1.  | 13. April 2014   | Iraklio     | ITF $10.000 | Hartplatz | Pernilla Mendesová  | 6:4, 6:4  |
| 2.  | 28. Juni 2015    | Lenzerheide | ITF $25.000 | Sand      | Nastja Kolar        | 6:3, 6:4  |
| 3.  | 14. Oktober 2018 | Óbidos      | ITF $25.000 | Teppich   | Katarzyna Kawa      | 7:63, 6:3 |
| 4.  | 1. Juni 2019     | Essen       | ITF W25     | Sand      | Paula Badosa Gibert | 6:2, 7:64 |

### Doppel
| Nr. | Datum              | Turnier  | Kategorie | Belag     | Partnerin     | Finalgegnerinnen                 | Ergebnis |
| --- | ------------------ | -------- | --------- | --------- | ------------- | -------------------------------- | -------- |
| 1.  | 18. September 2022 | Portorož | WTA 250   | Hartplatz | Marta Kostjuk | Cristina Bucșa Tereza Mihalíková | 6:4, 6:0 |

## Abschneiden bei Grand-Slam-Turnieren

### Einzel
| Turnier         | 2015 | 2016 | 2017 | 2018 | 2019 | 2020 | 2021 | 2022 | 2023 | 2024 | Karriere |
| --------------- | ---- | ---- | ---- | ---- | ---- | ---- | ---- | ---- | ---- | ---- | -------- |
| Australian Open | —    | Q2   | Q1   | Q1   | Q3   | Q3   | Q2   | 2    | 1    | Q1   | 2        |
| French Open     | —    | Q1   | Q2   | Q1   | Q1   | Q3   | 2    | 1    | 1    | Q1   | 2        |
| Wimbledon       | —    | Q1   | Q1   | Q1   | 1    |      | 3    | 1    | 1    | Q2   | 3        |
| US Open         | Q1   | —    | 1    | Q2   | 1    | 1    | 1    | 1    | Q1   | —    | 1        |

Zeichenerklärung: S = Turniersieg; F, HF, VF, AF = Einzug ins Finale / Halbfinale / Viertelfinale / Achtelfinale; 1, 2, 3 = Ausscheiden in der 1. / 2. / 3. Hauptrunde; Q1, Q2, Q3 = Ausscheiden in der 1. / 2. / 3. Qualifikationsrunde; nicht ausgetragen

### Doppel
| Turnier         | 2021 | 2022 | 2023 | Karriere |
| --------------- | ---- | ---- | ---- | -------- |
| Australian Open | —    | 2    | 1    | 2        |
| French Open     | —    | 1    | —    | 1        |
| Wimbledon       | 2    | 2    | 1    | 2        |
| US Open         | 2    | 1    | —    | 2        |